# 即溶咖啡

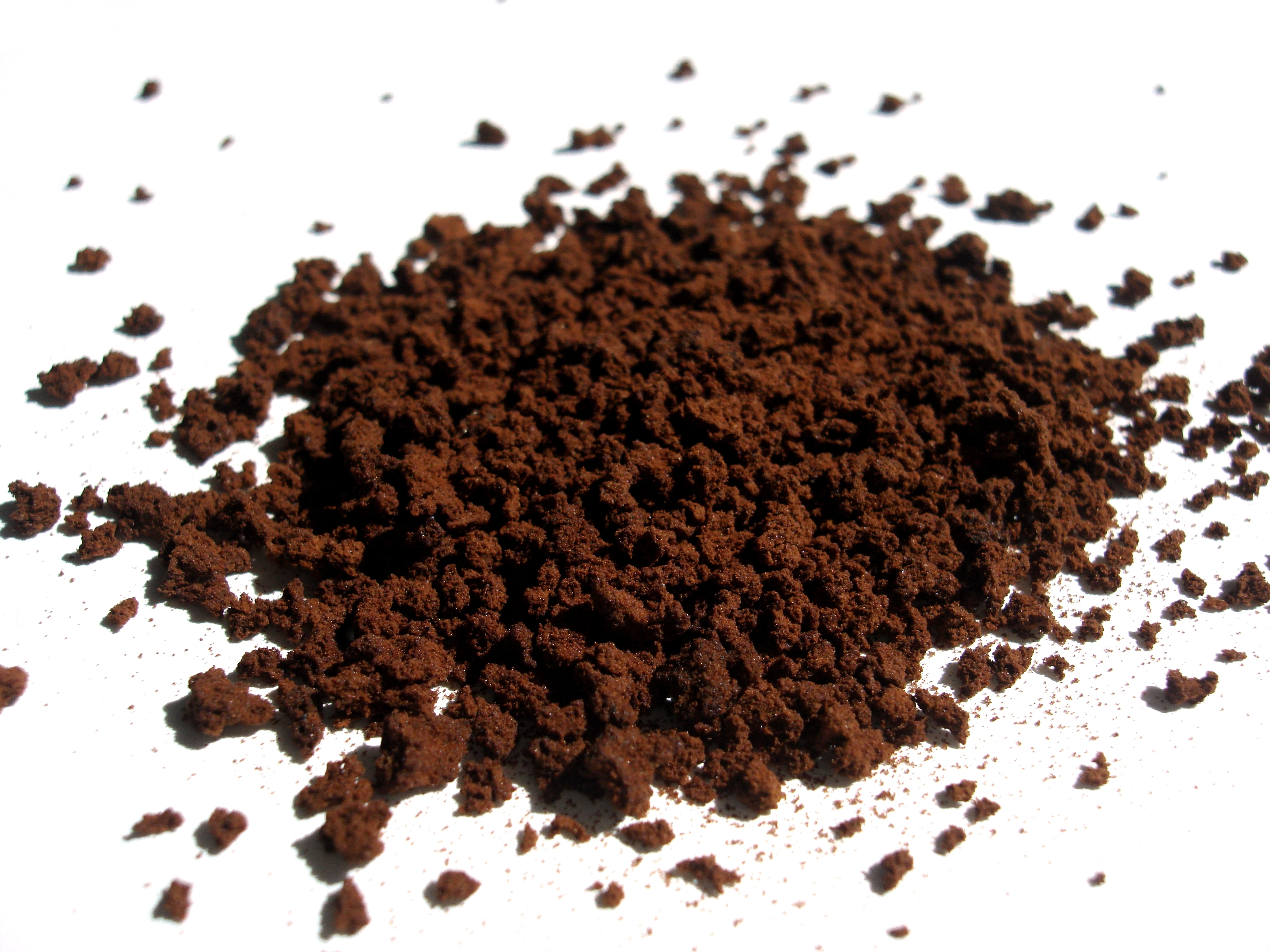
經噴霧乾燥法處理的即溶咖啡粉

即溶咖啡（英語：Instant Soluble Coffee）是一种由咖啡豆烘焙研磨再用熱水萃取濃縮後經乾燥法製成，可立即溶解並飲用的咖啡。

## 历史
即溶咖啡在1890年由紐西蘭人大卫·斯特兰所發明並登記專利，1901年由一个在美国芝加哥工作的日本科学家加藤聰做改良。
喬治·華盛頓发明了大规模生产即溶咖啡的技术，并在1910年将其推向市场。
为了应对咖啡豆过剩问题，巴西政府与雀巢公司在1938年发展出了更先进的噴霧乾燥法用于即溶咖啡制造。具体做法是用热的蒸汽使咖啡豆中的水分蒸发，留下干燥的咖啡提取物。即溶咖啡能够很快的溶化在热水中，而且在储运过程中占用的空间和体积更小，更耐储存，因此在大众市场广受欢迎。
即溶咖啡最早使用是在第一次世界大战的战场上，盟军士兵使用即溶咖啡作为日常饮品，在一定程度上提高了效率。
但是由于在工业化的生产中，往往会使用较为劣质的咖啡豆，而且生产过程中可能会留有其他的有害残留物，因此在很多情况下并不为传统咖啡业所认可。此外，即溶咖啡对咖啡豆的烘培程度往往不够，停留在较为初级的阶段，无法完全体现出咖啡豆的香味。盡管如此，即溶咖啡沖泡時無需額外使用手沖壺等器材，且價格較低廉，因此仍有一定的市場佔有率。

## 制造
现代的即溶咖啡一般是通过以下步骤生产：
- 焙烧
- 研磨
- 提取
- 干燥（干燥的方法又分为喷雾干燥和冷冻干燥）

咖啡在多次高温的操作環境中，香氣已基本散失，多數廠商在粹取、濃縮或乾燥過程中加入香精以彌補散失的香氣。（依不同廠家而算，有些公司是其中的一步、有些是多步都加香精）。 

## 健康
咖啡豆有咖啡醇及咖啡白醇可以促進膽固醇合成，多喝會造成肝臟的負擔，建議多少使用濾紙濾掉。但濾紙有些為製作防潮，內裡會塗一層薄膜，PE可能混有PVC，會因高溫而溶出塑化劑。
速溶咖啡是从炒磨咖啡豆中提取有效成分后经干燥而生产的，此过程中会有一部分芳香物质散失导致成品的风味、口感不如直接炒磨的咖啡浓郁纯正。厂家通常使用香精弥补香气。